# Joel Shankle
Joel Warren Shankle (né le 2 mars 1933 à Fines Creek et mort le 8 avril 2015) est un athlète américain spécialiste du 110 mètres haies. Affilié aux Duke Blue Devils, il mesure 1,93 m pour 79 kg.

## Carrière
Il est le premier athlète des Duke Blue Devils à être médaillé olympique.

### Palmarès
| Date | Compétition           | Lieu      | Résultat | Performance |
| ---- | --------------------- | --------- | -------- | ----------- |
| 1956 | Jeux olympiques d'été | Melbourne | 3e       | 14 s 1      |

### Records
| Épreuve          | Performance | Lieu | Date |
| ---------------- | ----------- | ---- | ---- |
| 110 mètres haies | 13 s 7      |      | 1956 |